# Erika Böhm-Vitense
Erika Böhm-Vitense (* 3. Juni 1923 in Curau, Schleswig-Holstein; † 21. Januar 2017) war eine deutsch-amerikanische Astronomin. Sie ist für ihre Arbeiten über die Cepheiden und Sternatmosphären bekannt.
Erika Helga Ruth Vitense studierte ab 1943 in Tübingen Physik, 1945 ging sie nach Kiel, wo sie bei Albrecht Unsöld studierte. 1951 wurde sie an der Universität Kiel promoviert. Für ihre Arbeit Über die mittleren Zustandsgrößen der Sternatmosphären als Funktion von Effektivtemperatur und Leuchtkraft erhielt sie einen Preis für die beste Doktorarbeit. Sie ist emeritierte Professorin an der University of Washington, deren Astronomie-Department sie sich 1968 anschloss. Gleichzeitig war ihr Ehemann Karl-Heinz Böhm dort Professor für Astronomie. Böhm-Vitense wurde 1965 mit dem Annie-Jump-Cannon-Preis für Astronomie der American Astronomical Society und 2003 mit der Karl-Schwarzschild-Medaille ausgezeichnet.

## Schriften
- Introduction to Stellar Astrophysics, 3 Bände, Cambridge University Press, 1989, ISBN 0-521-34869-2